# Otto Modig

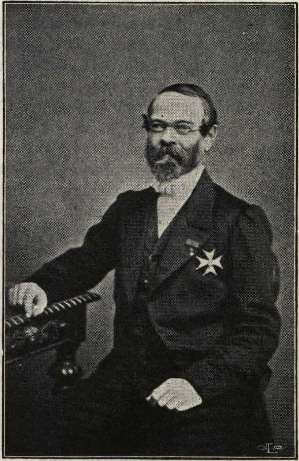
Otto Modig

Otto Johan Modig, född 24 december 1803 i Västra Tollstads socken, död 11 oktober 1877 i Jakob och Johannes församling, Stockholm, var en svensk väg- och vattenbyggnadsingenjör och ämbetsman. 
Modig var son till överjägmästaren Johan Modig. Femton år gammal fick han genom Baltzar von Platen anställning som ritare vid byggnadskontoret i Motala. Där lärde han känna Nils Ericson och de båda förblev nära vänner under resten av livet.  Modig utnämndes till löjtnant vid Flottans mekaniska kår 1824, passerade graderna där och blev överstelöjtnant 1847. Han förordnades 1834 till chef för norra kanaldistriktet samt förestod därjämte från 1837 expeditionen i det s.k. Storamiralsämbetets tredje avdelning, som på den tiden hade överinseendet över rikets väg- och vattenbyggnader. Vid denna myndighets omorganisation 1841 till Styrelsen för allmänna väg- och vattenbyggnader behöll Modig ledningen för sitt distrikt och blev tillika byråchef i den nya styrelsen, åt vars tjänst han efter 1852 uteslutande ägnade sig, från 1857 som överdirektör. Vid Väg- och vattenbyggnadskårens inrättande 1851 utnämndes Modig till överstelöjtnant och blev 1858 kårens överste och chef, i vilken egenskap han kvarstod till sin död.
Modig tog verksam del i en mängd betydande allmänna arbeten under mitten av 1800-talet, särskilt kanal- och vattenbyggnader, såsom Göta kanal och Djurgårdsbrunnskanalen på Djurgården i Stockholm.